# دخل حقيقي
الدخل الحقيقي هو الدخل الناتج عن زيادة الإنتاج وليس زيادة الاسعار وهو يختلف عن الدخل الظاهري أو النقدي الذي يعني زيادة في الاسعار وليس زيادة في الإنتاج.
وتعرف زيادة الدخل الظاهرية بالتضخم الذي يتأثر بعوامل عديدة أهمها على الإطلاق عرض النقد فكلما زاد عرض النقد بدون أن يقابله زيادة في الإنتاج ينتج عنه زيادة في الطلب دون أن يقابله زيادة في العرض.
مما يؤدي إلى زيادة وهمية في الناتج المحلي الإجمالي.
و يتم معرفة الناتج المحلي الإجمالي الحقيقي وبالتالي الدخل الحقيقي عن طريق العودة إلى ما يعرف بأسعار سنة الأساس.